# Święty Kamień (Barciany)
Święty Kamień (deutsch Heiligenstein) ist ein Dorf in der polnischen Woiwodschaft Ermland-Masuren und gehört zur Gmina Barciany (Barten) im Powiat Kętrzyński (Kreis Rastenburg).

## Geographische Lage
Święty Kamień liegt 500 Meter östlich des Ometflusses in der nördlichen Mitte der Woiwodschaft Ermland-Masuren, neun Kilometer südöstlich der einstigen Kreisstadt Gerdauen (heute russisch Schelesnodoroschny) bzw.   26 Kilometer nördlich der heutigen Kreismetropole Kętrzyn (deutsch Rastenburg).

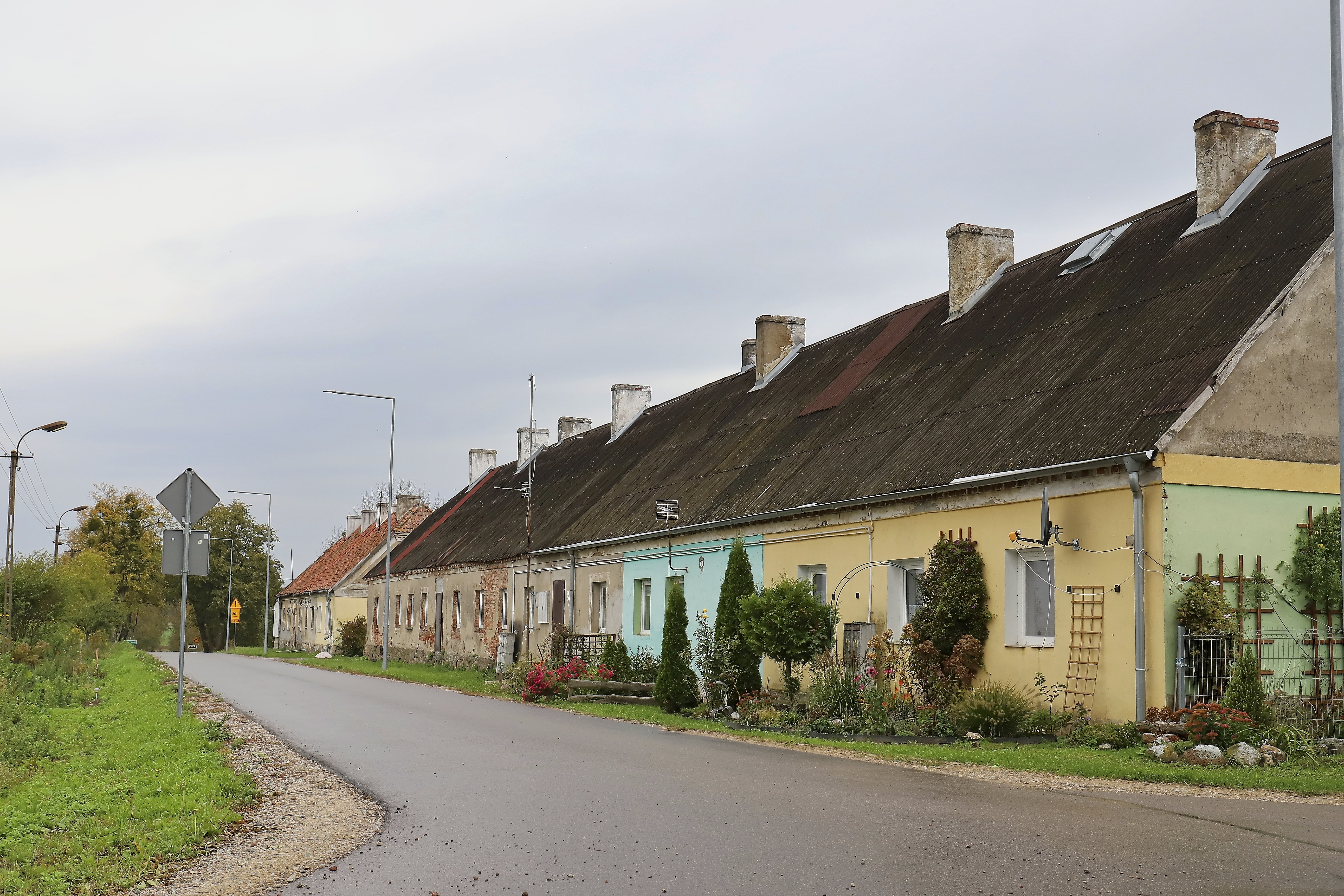
Haus in Święty Kamień (2024)

## Geschichte
Das einstmals große Gut Heiligenstein wurde 1814/18 gegründet. Im Jahre 1874 wurde der Gutsbezirk Heiligenstein in den neu errichteten Amtsbezirk Korklack (polnisch Kurkławki) eingegliedert, der zum Kreis Gerdauen im Regierungsbezirk Königsberg in der preußischen Provinz Ostpreußen gehörte. Im Jahre 1910 zählte Heiligenstein 179 Einwohner.
Am 30. September 1928 endete die Eigenständigkeit Heiligensteins; das Dorf wurde in die Landgemeinde Assaunen (polnisch Asuny) eingemeindet.
In Kriegsfolge wurde Heiligenstein 1945 mit dem gesamten südlichen Ostpreußen unter polnische Verwaltung gestellt. Das Dorf erhielt die polnische Namensform „Święty Kamień“ und ist heute eine Ortschaft im Verbund der Landgemeinde Barciany (Barten) im Powiat Kętrzyński (Kreis Rastenburg), bis 1998 der Woiwodschaft Olsztyn, seither der Woiwodschaft Ermland-Masuren zugehörig.

## Kirche
Bis 1945 war Heiligenstein in das Kirchspiel der evangelischen Kirche Assaunen in der Kirchenprovinz Ostpreußen der Kirche der Altpreußischen Union sowie in die römisch-katholische Kirche St. Bruno Insterburg (heute russisch Tschernjachowsk) im damaligen Bistum Ermland eingepfarrt.
Heute gehört Święty Kamień katholischerseits zur Pfarrei Mołtajny (Molthainen) im jetzigen Erzbistum Ermland, evangelischerseits zur Pfarrei der Johanneskirche Kętrzyn mit ihren Filialgemeinden Barciany (Barten) und Brzeźnica (Birkenfeld) in der Diözese Masuren der Evangelisch-Augsburgischen Kirche in Polen.

## Verkehr
Święty Kamień liegt an einer Nebenstraße, die von der Woiwodschaftsstraße 591 (einstige deutsche Reichsstraße 141) über Mołtajny und Asuny bis nach Wilczyny (Wolfshagen) verläuft. Eine Anbindung an den Bahnverkehr besteht nicht.